# چانگه
چانگه (انگلیسی: Changhe) شرکت خودروسازی چینی است، که در سال ۱۹۷۰ تأسیس شد.